# Rebollo (kommunhuvudort)
Rebollo är en kommunhuvudort i Spanien.   Den ligger i provinsen Provincia de Segovia och regionen Kastilien och Leon, i den centrala delen av landet, 90 km norr om huvudstaden Madrid. Rebollo ligger 986 meter över havet och antalet invånare är 130.
Terrängen runt Rebollo är lite kuperad. Runt Rebollo är det mycket glesbefolkat, med 5 invånare per kvadratkilometer. Närmaste större samhälle är La Cuesta, 14,9 km sydväst om Rebollo. 